# 333054 Bloomquist
333054 Bloomquist è un asteroide della fascia principale. Scoperto nel 2006, presenta un'orbita caratterizzata da un semiasse maggiore pari a 2,602929 UA e da un'eccentricità di 0,142384, inclinata di 4,826531° rispetto all'eclittica.